# IC 4071
IC 4071 ist eine Galaxie vom Hubble-Typ S im Sternbild Jungfrau auf der Ekliptik. Sie ist schätzungsweise 146 Millionen Lichtjahre von der Milchstraße entfernt.
Das Objekt wurde im Juli 1899 von DeLisle Stewart entdeckt.